# Ханна (озеро)
Ханна (урду ہنہ جھیل‎, англ. Hanna Lake) — озеро в Пакистане, расположенное в провинции Белуджистан, возле города Кветта.
Озеро Ханна — популярное место для отдыха среди жителей Кветты, является одной из основных достопримечательностей города. Оно расположено в месте где начинается долина Урак, в 10 км от Кветты. Воды озера имеют зеленовато-голубой оттенок, что выделяется среди основного ландшафта провинции (песчаных холмов и скал). Озеро является одним из самых привлекательных объектов провинции для отдыхающих и туристов.